# Stock mit versenkbarer Klinge

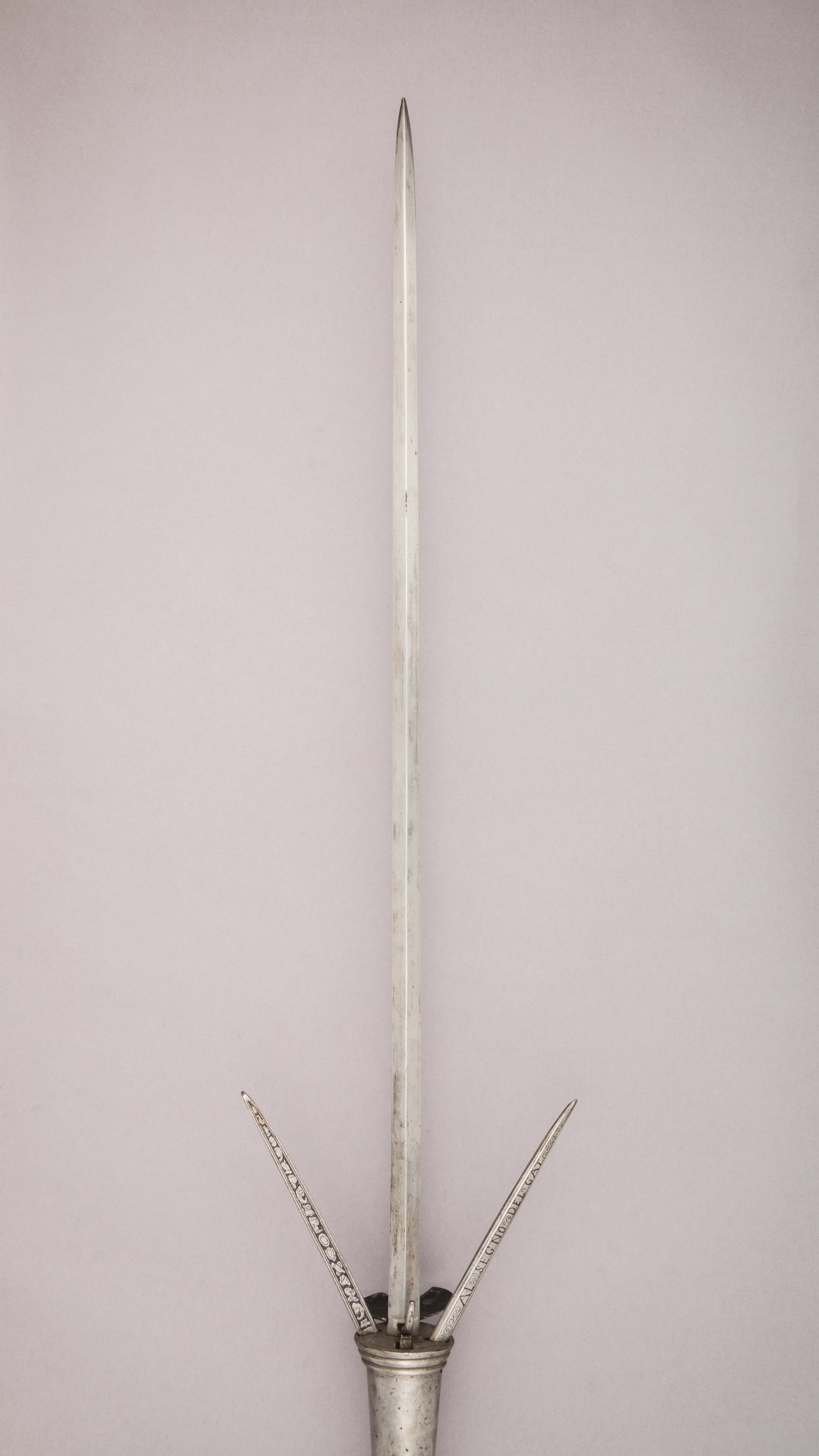
Stab mit drei versenkbaren Klingen

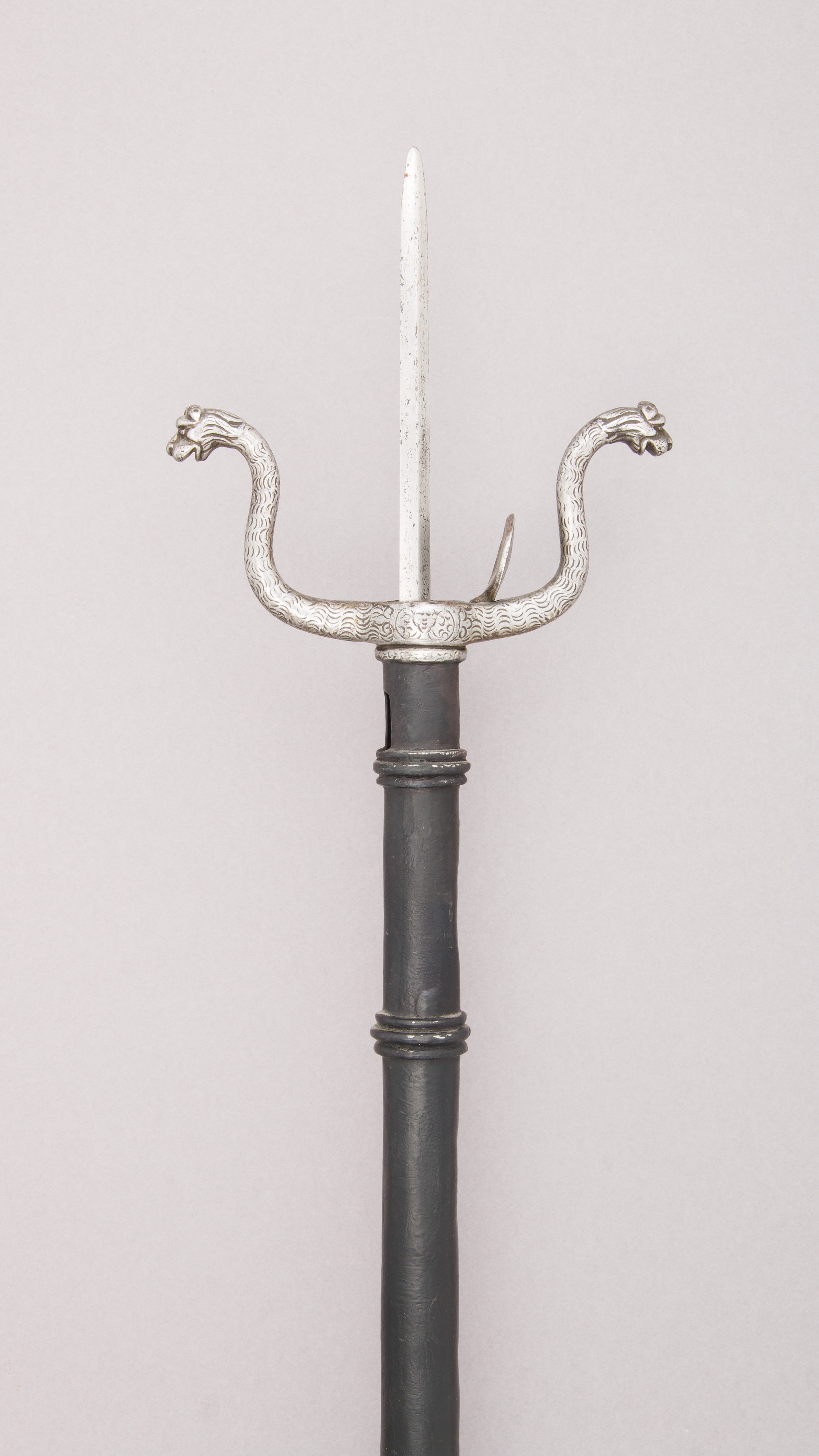
Stab mit einer versenkbarer Klinge

Der Stock bzw. Stab mit versenkbarer Klinge ist eine Stichwaffe mit dem äußeren Anschein eines Wander- oder Spazierstocks bzw. Pilgerstabs.

## Technik
Von der Intention, eine verborgene Klinge aufzunehmen, ist der Stock mit versenkbarer Klinge dem Stockdegen ähnlich, weist aber ein gänzlich anderes Konstruktionsprinzip auf. Bei einem Stockdegen ist die Klinge am Griff befestigt, der übrige hohle Stock dient dabei als Scheide. Nach dem Herausziehen wird er wie ein Degen genutzt.
Beim Stock mit versenkbarer Klinge ist die Klinge (bzw. bei manchen Typen mehrere Klingen) hingegen in Richtung des Griffes verdeckt untergebracht. Wie bei einem Fallmesser schnellt die Klinge, durch eine ruckartige Bewegung angetrieben, aus dem Stock hervor und wird mittels eines durch Federkraft angetriebenen Mechanismus verriegelt. Mit der ausgefahrenen Klinge wird der Stock wie ein kurzer Spieß verwendet. Manche dieser Waffen verfügen zusätzlich über ebenfalls hervorschnellende Seitenklingen als Parierelemente, um die gegnerische Klinge abzuwehren. Um die Klingen wieder zu versenken, muss der Sperrmechanismus mit der Hand gelöst werden.

## Geschichte
Stöcke mit versenkbaren Klingen traten gegen Ende des 16. Jahrhunderts in Erscheinung. Sie stammen hauptsächlich aus Norditalien, unter anderem aus Turin und Mailand. Es sind aber auch Exemplare aus Deutschland bekannt.
Diesbezüglich sorgen in der Literatur veröffentlichte unterschiedliche Bezeichnungen und Theorien für Verwirrung. Vielfach wurde das italienische „brandistocco“ bzw. französische „brin d’estoc“ als Bezeichnung angenommen. Da diese Bezeichnung in den historischen Inventarlisten der Zeughäuser häufig zu finden sind, ging man von einer scheinbaren Massenverwendung dieser Stöcke aus. Demnach sollten Offiziere diese Stöcke außerhalb des Dienstes getragen haben. Bei der Bezeichnung „brandistocco“ handelt es sich aber um eine Runke, eine militärische Stangenwaffe mit kleineren Nebenklingen. Neuere Erkenntnisse schließen die angenommene häufige Verwendung durch Offiziere aus. Zudem wurden in der angelsächsischen Literatur Anfang des 20. Jahrhunderts die Stöcke mit versenkbaren Klingen fälschlicherweise als „swine's feather“, „leading staff“ oder „feather staff“ bezeichnet. Nach neueren Untersuchungen stehen diese Bezeichnungen für Stangenwaffen mit Auflagemöglichkeit für Musketen.
Stöcke dieser Art dienten wohl vor allem zur Selbstverteidigung auf Wanderschaft bzw. Pilgerfahrt. Manche dieser Stöcke sind mit einer Pilgermuschel verziert, was diese Annahme bestärkt.
Auf Italienisch werden Waffen mit versenkbaren Klingen generell „buttafuori“ genannt, d. h. Stöcke mit einer oder mehreren Klingen, aber auch Streithämmer und Streitäxte. Der Stab mit drei versenkbaren Klingen wird auf Italienisch mit dem Zusatz „ad alette“ (deutsch: „mit Flügeln“) näher spezifiziert. Die Gesamtlänge dieses Typs kommt ausgefahren auf bis zu zwei Meter. Die Herstellung war vergleichsweise zu den damals gewöhnlichen Stangenwaffen deutlich aufwändiger.
Im 19. Jahrhundert wurden Stöcke mit versenkbaren Klingen in Serie produziert. Diese orientierten sich an den damals üblichen Spazierstöcken. Dadurch war die Gesamtlänge deutlich kürzer.